# Eupyra affinis
Eupyra affinis är en fjärilsart som beskrevs av Rothschild 1912. Eupyra affinis ingår i släktet Eupyra och familjen björnspinnare. Inga underarter finns listade i Catalogue of Life.